# 639
سنة 639 م كانت سنة بسيطة تبدأ يوم الجمعة (الرابط يظهر نموذج التقويم الكامل للسنة) من التقويم اليولياني. بدأت تسمية السنة 629 منذ العصور الوسطى المبكرة، عندما أصبح تقويم أنو دوميني هو الأسلوب السائد في أوروبا لتسمية السنوات.

## أحداث
- طاعون عمواس.

## مواليد
- الحضين بن المنذر

## وفيات
- الفضل بن العباس، صحابي، وابن عم النبي محمد.
- أبو عبيدة بن الجراح، صحابي.
- معاذ بن جبل، صحابي.
- داجوبيرت الأول، ملك نيوستريا.
- شرحبيل بن حسنة، صحابي.
- عتبة بن غزوان، صحابي، أسس مدينة البصرة.
- يزيد بن أبي سفيان.
- أبو جندل بن سهيل، صحابي.